# بارتولوميو مانفريد
بارتولوميو مانفريدي (أوستيانو، أغسطس 1582 - روما، 12 ديسيمبر 1622)

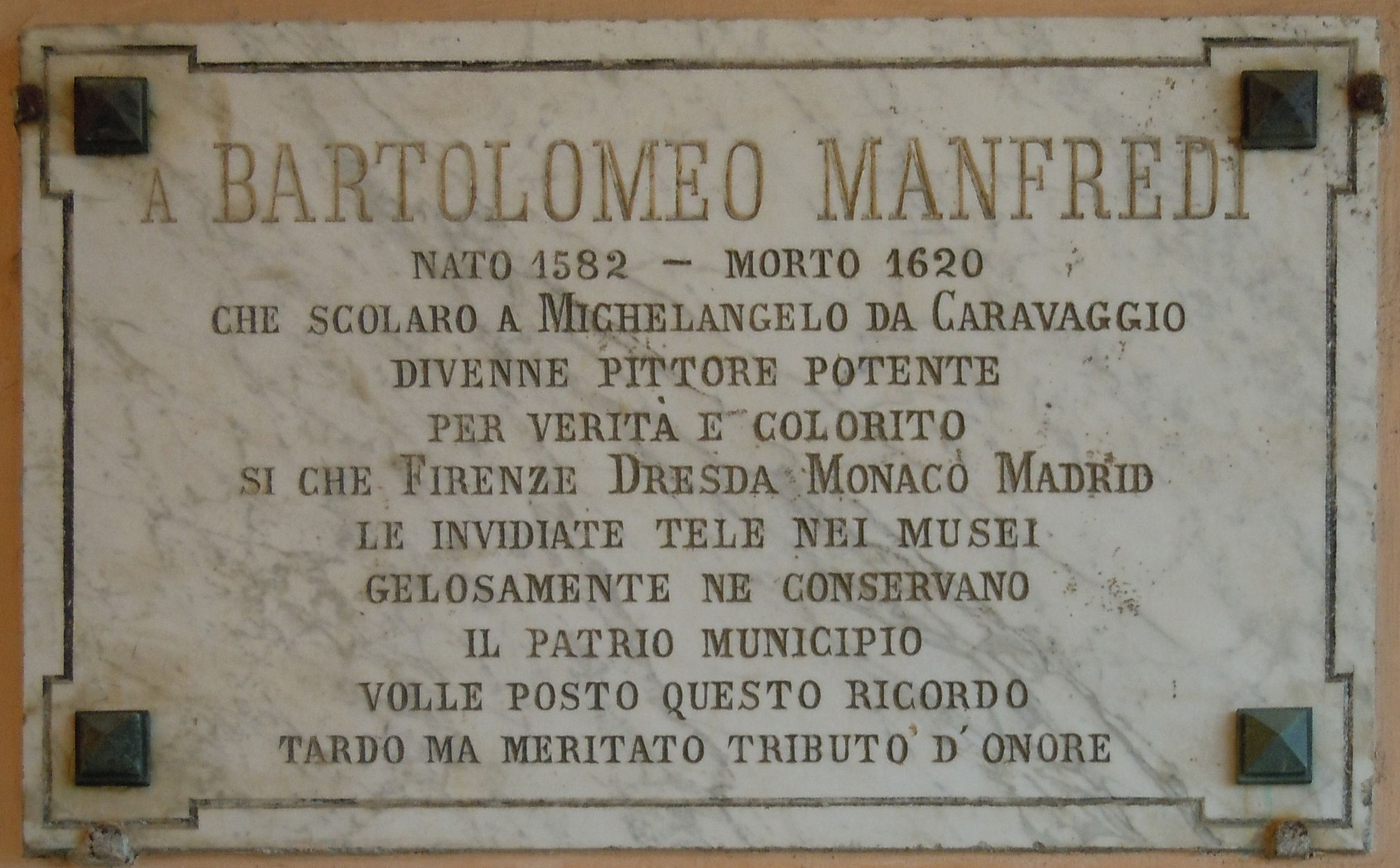
اوستيانو، لوحة حجرية للذكرى

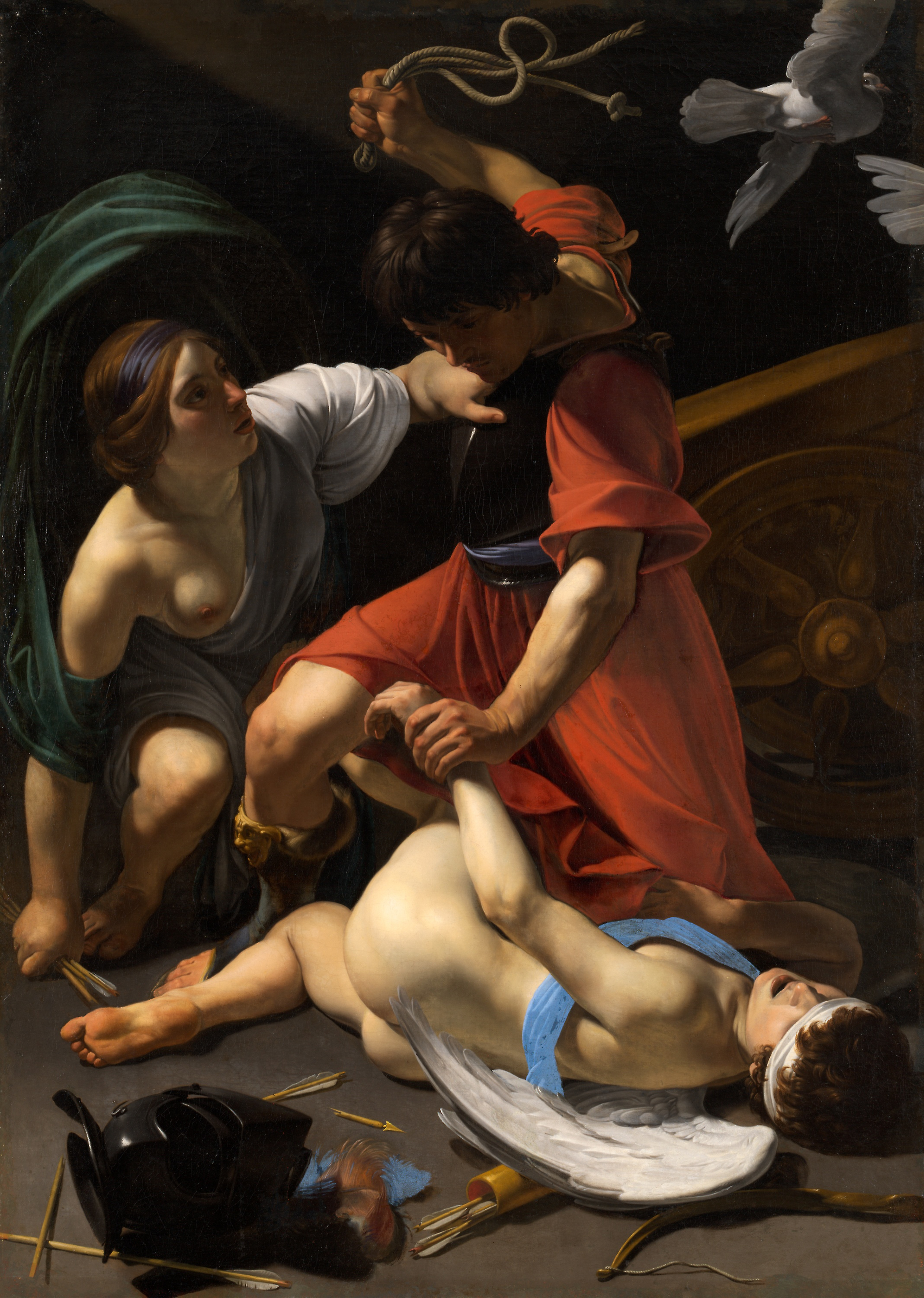
معاقبة كيوبد، معهد الفن شيكاغو

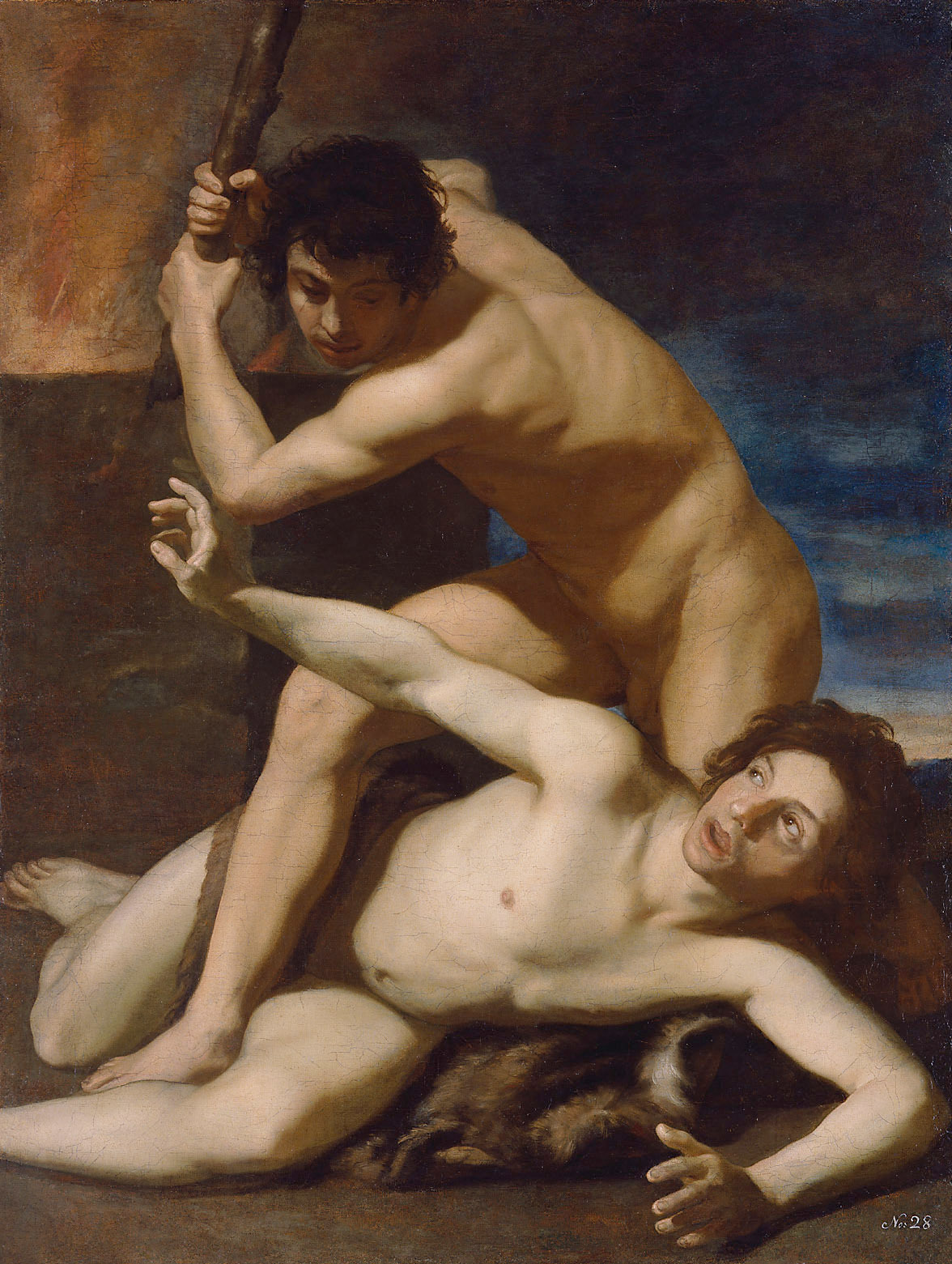
قابيل يقتل هابيل (c. 1600), متحف تاريخ الفنون (فيينا), Vienna

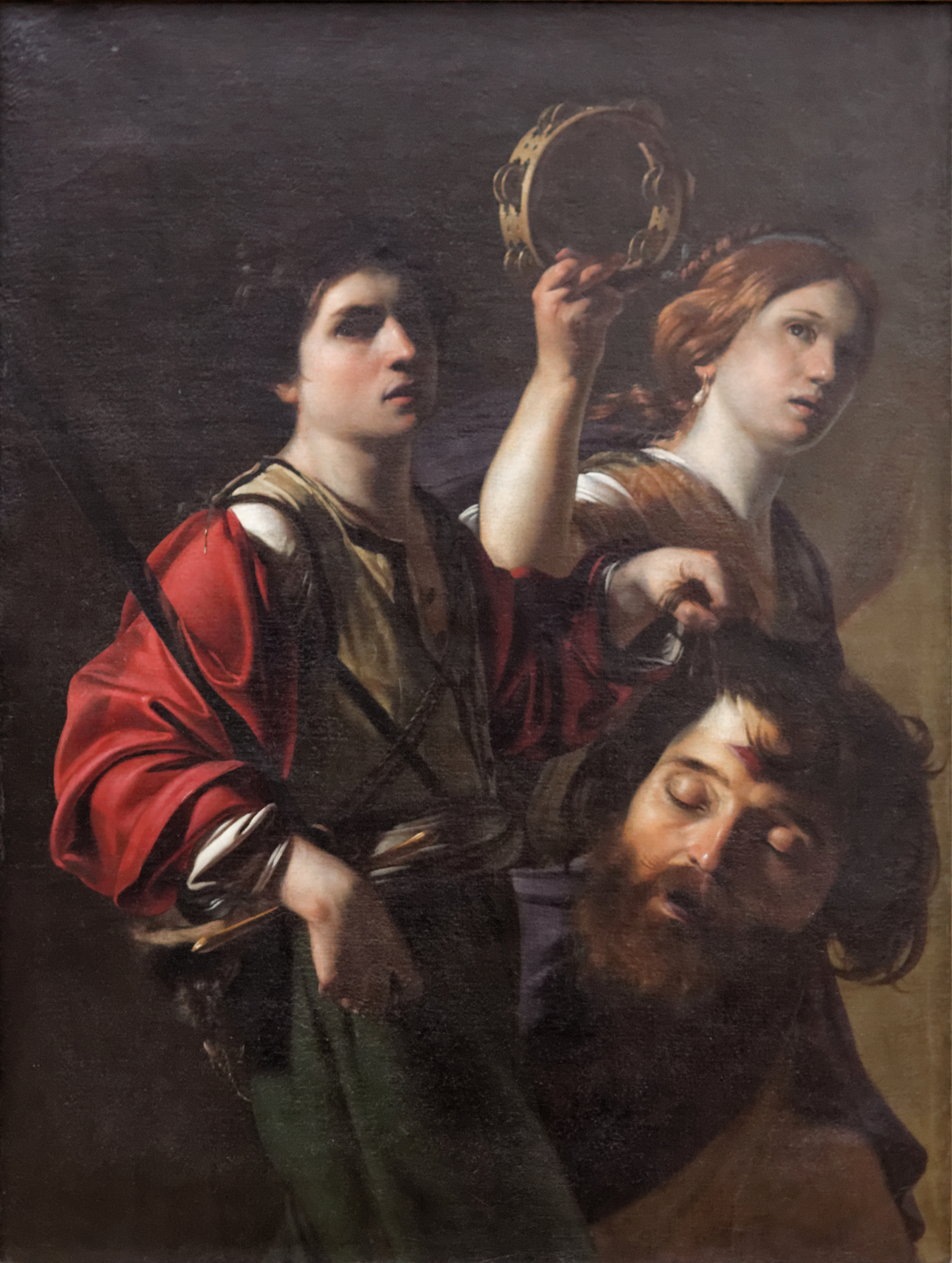
انتصار ديفيد (1615 ca.), Museo del Louvre, Parigi

كان رسام منطقة كارافاجيو الإيطالية.

## التشكيل وأسلوبه التصويري
كان بترولوميو تلميذ لدى كريستوفورو روناكانلي المعروف باسم بومارانشو، ولقد كان بارتولوميو رسام برز نشاطه الفني بكثرة في آواخر القرن السادس عشر.
كان ينتمي إلى تيار الرسامين (كارافاجيو من الساعة الأولى) الذي انضم اليه في روما هو ومجموعة من الرسامين عندما كان على قيد الحياة، ومن بين هؤلاء الرسامين تشيكو من كارافاجيو وكارلو ساراتشيني وسبادارينو 
وتأثر ابداعه بإسلوب الطبيعة، وكان يقلد احياناً طرق تشكيل سطحية، لكن غالباً ما كان يواجه استحسان المشاهد لاعماله مع الوقت، على الاقل حتى نهاية العقد الثاني من القرن السابع عشر.
وكان قد قلد بإسلوبه (النوع بشكل خاص) شخصيات موسيقيه وجنود وزوار الحانات في كارافاجيو وقد وصفه المؤرخ التاريخي والرسام يواكيم فون ساندرات في كتاب تحت عنوان «الأكاديمية الألمانية للعمارة والنحت والرسم – 1675» بـ «مانفريدي» أي باللغة الأيطاليه النوع المانفريدي أو الطريقة المانفريدية.
كانت لوحاته القادمة ضخمة بشكل خاص كالرسامين في شمال أوروبا منهم فالنتين دي بولون ونيكولاربنيه ونيكولا بورنيو وديرك فان بابورين وخاصة الفنانين الهولنديين والفلمنكين ولقد نشطت ورشاته بشكل مباشر ومتكرر في روما كغيره من الفنانين منهم جيريت فان هونثورست وجرارد سيجيرس.

## الثروة النقدية وأهم أعماله
كان لرارتولوميو اثر سلبي على المدى الطويل على كتابة التاريخ، على سبيل المثال فقد كان يعتبر لفترة طويلة مزور أعمال من كارافاجيو، بينما بفضل احدث الدراسات تم إعادة تقييم عمله التصويري، وله عرفان الجميل لان له دور هام في انتشار كارافاجيو وخصوصاً قدرته على تحديد القصص المقدسة في جو طبيعي معاصر.
ولقد تم تخصيص غرفة كاملة لأعماله في معرض اوفيزي في فلورنسا، عرض هناك خمس لوحات زيتية بما في ذلك اللوحة الشهيرة (الحفلة الموسيقسية 1620-1610) التي دمرت للأسف خلال الهجوم الإرهابي في شارع جورجوميلي في 1993 وتم استبدالها بنسخة معاصرة، ولقد كانت هذه اللوحة عمل نموذجي من اسلوب مانفريدي، وقد عرض مجموعة من الشخصيات ; بنية العزف ع الالات حول الطاولة وكانت الخلفية داكنة والإضاءة خفيفة لكنها مركزة على شخصيتين موسيقيتين، الأول على البيانو وكان التركيز بشكل اساسي على وجه الشاب العازف على الكمان، وايضاً الإضاءة مركزة على اليسار مع اثنية الكوع وذلك لتجاوز مستوى نظر المشاهد بينما كان الظلام لمحة من لمحات الشخصيات الأخرى.
ومن الجدير بالذكر كيف ان هذه اللوحة تحلل الجزء الاساسي من الفن التصويري لـ ميريسي ماتورو في مصلى سانت لويس من الفرنسيين وهم يهاجمون المؤمنون، ومن اخر أعماله النموذجية والتمثيلية التي تلخص اسلوبه بشكل جيد، وايضاً عمله غرفة الحارس (1620-1650\ كاليفورنيا) ولقد تم التحفظ عليها في معرض جيمالي في دريسدند.
واعماله الأكثر ملاحظة تعذيب كيوبيد (1605-1610\ كاليفورنيا) بمعهد الفن في شيكاغو،